# Adrian Grodecki
Adrian Grodecki (falecido em 1658) foi um prelado católico romano que serviu como bispo auxiliar de Gniezno de 1644 a 1658.
No dia 12 de Dezembro de 1644, Adrian Grodecki foi nomeado durante o papado de Inocêncio X como Bispo Auxiliar de Gniezno e Bispo Titular de Teodosia. A 25 de Julho de 1645 foi consagrado bispo. Enquanto bispo, foi o principal co-consagrador de Maciej Marian Kurski, Bispo de Bacău (1651).